# Cabify
キャビファイ (Cabify) は、インターネット上で交通手段を提供する国際企業である。スマートフォンのアプリ経由でプレミアムハイヤーを提供しており、本国スペインでは、厳密な審査をパスした自動車の持ち主自身が、運転及び顧客運送を行っている。南アメリカ、スペイン、ポルトガルで事業を展開しており、２種類のサービスを提供している。１つは法人顧客向け、もう１つは個人向けである。
キャビファイは、スペイン語圏で最大のインターネット上で交通手段を提供する企業として、メキシコ、チリ、コロンビア、ペルー、ブラジル、パナマ、エクアドル、ポルトガル、アルゼンチン、ドミニカ共和国、ウルグアイ、そしてスペインでサービスを提供している。2016年の初めには世界で1,000,000ダウンロードを記録し、大多数は南アメリカのユーザーであり、残りはスペインのユーザーであった。

## 沿革
キャビファイは2011年5月に、スペイン出身の起業家であり通信業のエンジニアでもある、スタンフォード大学 卒業生のフアン・デ・アントニオにより設立された。デ・アントニオは、アジアや南アメリカでのタクシードライバーとの苦い経験から、インターネット上で交通手段を提供することに意欲を持った。経験の一例をあげると、乗車前の価格交渉であったり、レシートがもらえないこと、タクシーメーターのトラブルなどである。
デ・アントニオは、トゥエンティの設立者の1人であるアデェエミ・アヤオ、そしてブレンダン・ウォレスと共に事業のアイデアについて議論を始めた。彼らは、マドリードとバレセロナにおいて初めてとなるインターネット経由の交通手段を提供することに成功し、彼らのアイデアは、シリコンバレーの投資家から注目を集めた。アヤオとウォレスがアドバイザーに退き、各々のスタートアップを経営するなか、フアン・デ・アントニオは代表取締役の座にとどまり事業を現在も運営している。 同年7月にはサミュエル・ローンがCTOとして加入し、その2ヶ月後にはマイケル・コッパーとエイドリアン・メリーノが加入した。
サービス開始から6週間がたった2012年2月には、マドリッドのみで20,000ユーザーの獲得及び、3,000ライドを記録した。 その後2年間で、マドリッドでは150人以上のタクシー運転手が加入することになる。 2012年9月には、$4,000,000のシード投資を、ブラックヴァイン、ベルギーファンドマージ、エンジェルリストに登録されている複数のエンジェル投資家（ウィンクルボス兄弟を含む）、と南アメリカの投資家複数名から受けた。
スペインでの設立から1年後、キャビファイは南アメリカに進出をし、メキシコ、チリ、そしてペルーに支社を設けた。 その後数年でキャビファイの収入の80%は南アメリカから来ることになる。
2度目の調達は2014年4月に行われた。$8,000,000の投資は、リードインベスターに、セアヤベンチャーズがなり取り仕切られた。 その時点で、キャビファイのアプリは全世界で100,000以上のダウンロード数を記録し、うち35,000はダウンロードはスペインからきていた。
当初、キャビファイの提供するサービスは“エグゼクティブ”と呼ばれ、タクシーの代わりに少し高い値段で高級車に乗れるというニッチなターゲットを狙ったサービスだった。2013年6月にはタクシーより安い値段で、中級車に乗れるキャビファイライトがローンチされ、2015年の末にはキャビファイライトが流通の85%を占めることになる。
キャビファイの筆頭株主でもあり、配車アプリを提供しているリフトにも出資をしている日本の楽天株式会社は、2015年10月にキャビファイの南アメリカへの拡大を後押しするために初めて出資を行った。その後、キャビファイの売上高は2014年の$10,000,000、そして2013年の$1,000,000から$40,000,000まで伸びることになる。 また、ウェイズとも提携をし、ライドの時間短縮と同乗者の安全を強化した。
新たな投資を受け、キャビファイはメキシコに拡大をする。メキシコシティで行われたオイ・ノー・サーキュラでは、需要が200%も上昇をした。 その期間、キャビファイは手数料を25%下げ、市民が新しい交通手段を試せるようにした。 また、そこで得た売上の一部をユニセフに寄付した。 その時サービスの提供はメキシコのメキシコ市、モンテリー、クエレタロ、プエブラ州、グアダラヤラ、そしてトルカの6つの都市で行われていた。
2016年4月、キャビファイは$120,000,000の追加増資を受け、そのうち楽天からの投資が$92,000,000を占めた。そのタイミングでアルゼンチン（ブエノスアイレス、ロサリオ)、ブラジル（サオパウロ）、コスタリカ、ポルトガル（リスボン）、ボリビア、エクアドル、及びパナマへの進出を発表した。また、チリではバルパライソとビニャ・デル・マルへの拡大を発表した。
コロンビアでの事業展開を発表した際には、無料消費者協会から歓迎された。 2015年にはボゴタにおいて法人向けのサービス提供も始めた。 2016年4月、キャビファイはカリでローンチをし、メデリンとカリビアン諸島、具体的にはバラキーヤとカルタゲナへの進出を発表した。その年にはさらにペレイラ、マニザレス、そしてブカラマンガへの進出も予定をしていた。
2016年時点では、スペインの7つの都市でサービスを提供している – マドリード、バルセロナ、バレンシア、ビルバオ、ビクトリア、ラ・コルーニャ、マラガ、そしてテネリフェ島。 2016年に行われた調達にて、キャビファイの評価額は$320,000,000の価値がついた。そして、現在400人の正社員が開発、営業、マーケティング、物流、顧客対応において雇用をされている。

## サービス概要
キャビファイは厳選されたドライバーとユーザーをiPhone及びAndroidのモバイルアプリケーションと、ウェブページ上でつなげる役割を担っている。ユーザーは、クレジットカードやペイパル、2016年に導入された現金払にて決済を行う。決済システムはシンテマテックのベリシンセキュリティにより保護されている。
キャビファイのサービスは高品質な新しい交通手段として受けいれられている。[1]車両の種類は3タイプあり：エグゼクティブは、メルセデスSクラスやアウディ8、ライト（例,トヨタアヴェニス）、そしてグループ（6名）。 またこれらの主要サービス以外に、それぞれの都市に合わせたサービスを提供している：キャビファイエクスプレス、ペルーで展開しているタクシーによる物流サービス；キャビファイタクシー、スペインで展開しているタクシー会社のタクシーを配車するサービス；キャビファイシティ、チリで展開している個人ドライバー向けサービス、キャビファイバイク、ペルーで展開している自転車のレンタルサービス、そしてキャビファイキャッシュ、ペルーで展開されている現金支払いシステム。
また、キャビファイは、民間企業で初めて障害者向けの移動手段を提供した企業でもある。このサービスは、人口の6.6%が何かしらの障害を抱えるメキシコで、プジョーと提携により実現した。 その後、チリ、スペイン、そしてペルーへとサービスを拡大し、今後の計画でも障害者向けのサービスであるキャビファイアクセスは国際展開を予定している。
キャビファイは、法人顧客と一般顧客の２種類の顧客に対してサービスを提供しており、法人が全体の約6割を占める。また、会社のメインのターゲットは法人ユーザーだと公表している。法人向けのサービスは従業員の交通手段として使われており、グーグル、ビザ、アライアンスグループ、FCC、とセキュリタス・ダイレクト などの大手企業を含む。また、ペルーとチリで最大の航空会社であるLANや、メキシコで最大の航空会社であるエアロメキシコ、そしてビザカードとも提携をしている。
成長戦略の一環として、地場産業との提携やドライバーとしてタクシーの雇用や新規採用に注力をしている。乗客に関しては、新規の高額注文などよりも、ピーク時などでは、常連客からの依頼が多い地域に配車を多く集めるようにしている。これによって競合サービスとは違い、ドライバーを囲い込んだり、ドライバー間の価格競争を減らすことを狙っている。

### モバイルアプリケーション
アプリは、乗客に対してドライバーの位置を表示し、一番近くのドライバーへ配車依頼ができ、ドライバーにたいして乗車位置を伝える役割もする。また、決済と手数料の徴収もする役割を担っている。乗車が終わると、キャビファイから移動距離、総額料金等が含まれた乗車の明細が携帯に送信される。また、乗客はドライバーに対して乗車の評価を残すことができる。 よく使う場所は再度開きやすいようにお気に入り登録ができる。システムを通して一定期間（5分から30分）乗車を待ってもらうことも可能。そして、最大30日までの予約受付も可能となっている。
本サービスは出発から到着までのリアルタイムトラッキングが可能となっている。電波が60秒以上途絶えた場合、または位置情報が何度もルートを外れた場合、ユーザーは安否確認の電話を受ける仕組みとなっている。 ユーザーは車両の種類（エグゼクティブ、ライト、グループ）を選択でき、外国語を話せるドライバー[33]、空調の希望、ドライバーのドアの開け閉めや到着時の電話、希望ラジオ曲の受付等、無料オプションも多数ある。
また、キャビファイのアプリはウェイズとも連動しており、ドライバーに対して最適なルートを案内できる。

### ドライバー
キャビファイで利用される車とドライバーはすべて厳密な審査にかけられたうえで採用される。全てのドライバーは、心理試験、アルコールやドラッグのテスト、地理試験を通過する必要があり、また犯罪履歴や交通違反による免許処分がないことも証明しなければキャビファイのドライバーになることはできない。
全てのドライバーは正装を義務づけられ、乗客に対する接客の丁寧さが求められる。 一例として、ドアサービスや車内雑誌、ウォーターボトルの提供などがある。 また、ドライバーは目的地まで最短で到着する義務があり、乗客の承諾なしに道を変更した場合などはキャビファイより罰せられる。

### 法的見解
キャビファイは、適法性を重視し、業法の確認を政府にとりながら事業を運営する方針をとっている。[20]
現在進出している国々では、すべて適法に事業運営をしている。
スペインでは、キャビファイで呼ぶことのできるドライバーは全員キャビファイとフリーランス契約もしくは社員契約を結んでおり、VTCライセンスを保有している。
ドライバーはキャビファイと直接契約を結ぶ場合と社会保障制度を通し契約を結ぶ場合がある。
キャビファイは開業前の個人事業主に対するサポートは行っておらず、前提として開業済みの個人事業主としか契約を結ばない。
キャビファイのドライバーは月々や年間の固定給をキャビファイから受け取らない。彼らの収入は乗客を乗せた時の運賃に基づいた成果報酬型である。
キャビファイでは現金での決済が許されておらず、管理システム上ですべての支払や請求を遡り管理することができる。
この管理システムを使うことが、脱税等を含めて問題視されている非公式経済に対する、解決の手段となっている。
チリのサンティアゴタクシー・ハイヤー協会は、キャビファイとウーバーに対して2016年5月にストライキを実施した。クリスティアン・サンチェスやレナータ・ルイスといったチリ出身の著名人は、ビデオメッセージを通じてキャビファイの必要性を訴える活動をした。半年以上に及ぶチリ政府との話し合いを経て、キャビファイは新しいサービスのキャビファイ・シティを始めた。このサービスは、キャビファイのアプリを通じて、一般ドライバーと乗客を結ぶ、キャビファイでは初の規制のないサービスである。

### 競合との差別化
"ヨーロッパのウーバー" や"スペインのウーバー", と呼ばれているキャビファイだが、競合他社と比較した場合、料金体系において大きな差がみられる。
キャビファイでは、最適ルートを元にキロ毎に課金をするモデルを採用している。つまり、ドライバーが実際に走った距離ではなく、乗車地点と降車地点の最適ルートに対して支払が発生する。それに対して、ウーバーでは乗車した時間と距離に対して支払が発生する。
また、キャビファイでは、キロあたりの値段が時間などによって変更しない、固定料金制を採用している。対するウーバーでは、混雑時や天候、イベントなどピーク時間によって変更する、変動料金制（ダイナミックプライシング）を採用している。 “我々（キャビファイ）は、ドライバーが空き時間を利用してのアルバイト感覚の仕事ではなく、ドライバーにとっての主な収入源となり、ドライバーの生活を支える主な収入源とならなければいけないと考えている。”
ABCによる走行テストによると、キャビファイはウーバーよりも、タクシーよりも安く乗車できるという結果もでている。
他の重要な違いとしては、ウーバーが今すぐの配車のみに対応しているのに対して、キャビファイでは今すぐの配車と予約配車にも対応している。